# Liberal Arts
Liberal Arts (t.l. Studi umanistici) è un film del 2012 scritto e diretto da Josh Radnor, che ne è anche protagonista e uno dei produttori.
Racconta la storia di un uomo di 35 anni, Jesse (Radnor), che ha una relazione sentimentale con Zibby (Elizabeth Olsen), una studentessa del college di 19 anni.

## Trama
Jesse Fischer è un ufficiale di ammissione al college di New York di 35 anni che ama la letteratura e la lingua, ma è nuovamente single e insoddisfatto della sua vita e della sua carriera. Crede che il periodo più felice della sua vita siano stati gli anni in cui frequentò il liberal arts college in Ohio dove poté studiare ininterrottamente poesia, circondato da altri ragazzi come lui. Peter Holberg, il suo vecchio professore di Inglese, invita Jesse a tornare al college per la cerimonia per la sua pensione. Jesse incontra la diciannovenne Zibby, la figlia di due amici di Peter che è al secondo anno di studi di recitazione.
Dopo la cerimonia, Jesse si ritrova a una festa del dormitorio dove incontra Zibby. Si mettono d'accordo per prendere un caffè il giorno seguente. Jesse passa il pomeriggio con Zibby, e fanno una passeggiata intorno al campus parlando di vita, libri e musica. Incontra anche una sua vecchia professoressa di Romanticismo, Judith Fairfield, una donna che ha sempre ammirato, e Dean, uno studente brillante ma anche depresso che, come Jesse, porta sempre un libro con sé. Prima che Jesse se ne vada, Zibby gli chiede di rimanere in contatto; diventano amici di penna e man mano si avvicinano scrivendosi delle lettere.
Zibby invita Jesse a tornare al college per un incontro romantico. Jesse è preoccupato per i 16 anni di differenza fra loro ma accetta. Vengono beccati da Peter che mette in guardia Jesse sul non vivere nel passato e dicendogli di crescere. Zibby chiede a Jesse di dormire con lei; Jesse accetta ma Zibby ammette che per lei sarebbe la prima volta e lui rifiuta e se ne va. L'arrabbiata e delusa Zibby va a una festa e comincia a baciare un compagno di classe. Jesse si imbatte nella Farfield e passa una notte con lei, ma la sua amara e cinica visione della vita lo disillude.
Jesse ritorna a New York dove incontra Ana, una libraia che sembra condividere i suoi interessi e che è più adeguata alla sua età; i due cominciano a uscire insieme. Dopo che Jesse evita a Dean il suicidio per overdose, dice al ragazzo di smettere di nascondersi dalla vita all'interno dei libri. Jesse si scusa con Zibby: lei ammette di aver sperato in una relazione con lui per prendere una scorciatoia per l'età adulta, ma capisce che la decisione da lui presa è quella giusta. Il film finisce con Jesse che si trova apparentemente a suo agio con l'idea del diventare vecchio insieme ad Ana.

## Produzione
Il film è stato girato al Kenyon College, l'università alma mater di Josh Radnor e Allison Janney, durante l'estate del 2011.

## Distribuzione
Il film ha debuttato al Sundance Film Festival il 22 gennaio 2012 e ha avuto una distribuzione limitata nelle sale cinematografiche statunitensi dal 14 settembre 2012.